# Muaro Sebapo
Muaro Sebapo is een bestuurslaag in het regentschap Muaro Jambi van de provincie Jambi, Indonesië. Muaro Sebapo telt 3334 inwoners (volkstelling 2010).